# Henri Bergson
Henri-Louis Bergson (født 18. oktober 1859, død 4. januar 1941) var en fransk filosof og forfatter, som var blandt de mere indflydelsesrige i sine levedage. Han fik Nobelprisen i litteratur i 1927. Bergson var af jødisk baggrund. Hans filosofi kan karakteriseres som en form for vitalisme (i bred forstand) og har mange fællestræk med den samtidige tyske udvikling indenfor den livsfilosofiske tradition, og har ligeledes berøringspunkter med Martin Heideggers filosofi. Blandt Bergsons hovedtemaer er tid, bevægelse, forandring og forståelse igennem intuition. Han tog naturvidenskaben alvorligt, herunder biologiske evolutionsteorier, og et af hans hovedværker var bogen Den skabende udvikling (L'évolution créatrice) fra 1907. Igennem alt organisk liv er der en fælles livskraft, en élan vital. Livet udvikler sig i altid uforudsigelige former. Man kan nok forstå fortiden baglæns, men man kan aldrig forudsige fremtiden. If. Bergson var det filosofiens opgave at formidle en intuitiv forståelse af virkeligheden som sammenhænge og forløb i tid. Det kan videnskaberne ikke levere, fordi den videnskabelige fornuft pr. definition er analytisk, dvs. den deler verden op i enkeltdele og udtaler sig alene om disse. Bergson har været en vigtig inspiration for senere franske filosoffer, bl.a. Michel Serres og Gilles Deleuze.